# Bernardo Clavarezza

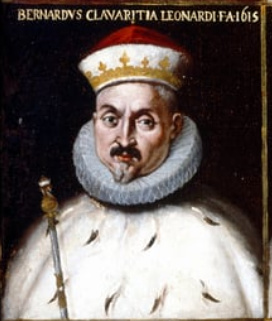
Imagem de Bernardo Clavarezza.

Bernardo Clavarezza (Génova, 1560 – Génova, 27 de abril de 1627) foi o 91.º Doge da República de Génova.

## Biografia
A sua eleição como Doge, a quadragésima sexta na sucessão bienal e a nonagésima primeira na história republicana, ocorreu a 25 de abril de 1615. A coroação na catedral foi celebrada a 8 de junho pelo bispo de Ventimiglia, Gerolamo Curlo. O mandato de Bernardo Clavarezza é citado nos anais da República pela firmeza assumida pelo próprio Doge nas escolhas e decisões do Estado. Entre os seus documentos alfandegários, cita-se um decreto de 2 de setembro de 1616 em que beliscou um nascente "jornalismo" genovês, considerado, em várias frentes, apenas vinculado a uma possível espionagem. Depois de o seu mandato ter terminado a 25 de abril de 1617, ele entrou para os procuradores perpétuos e foi escolhido como chefe do magistrado da Córsega, cargo que ocupou até 1620.